# MC5

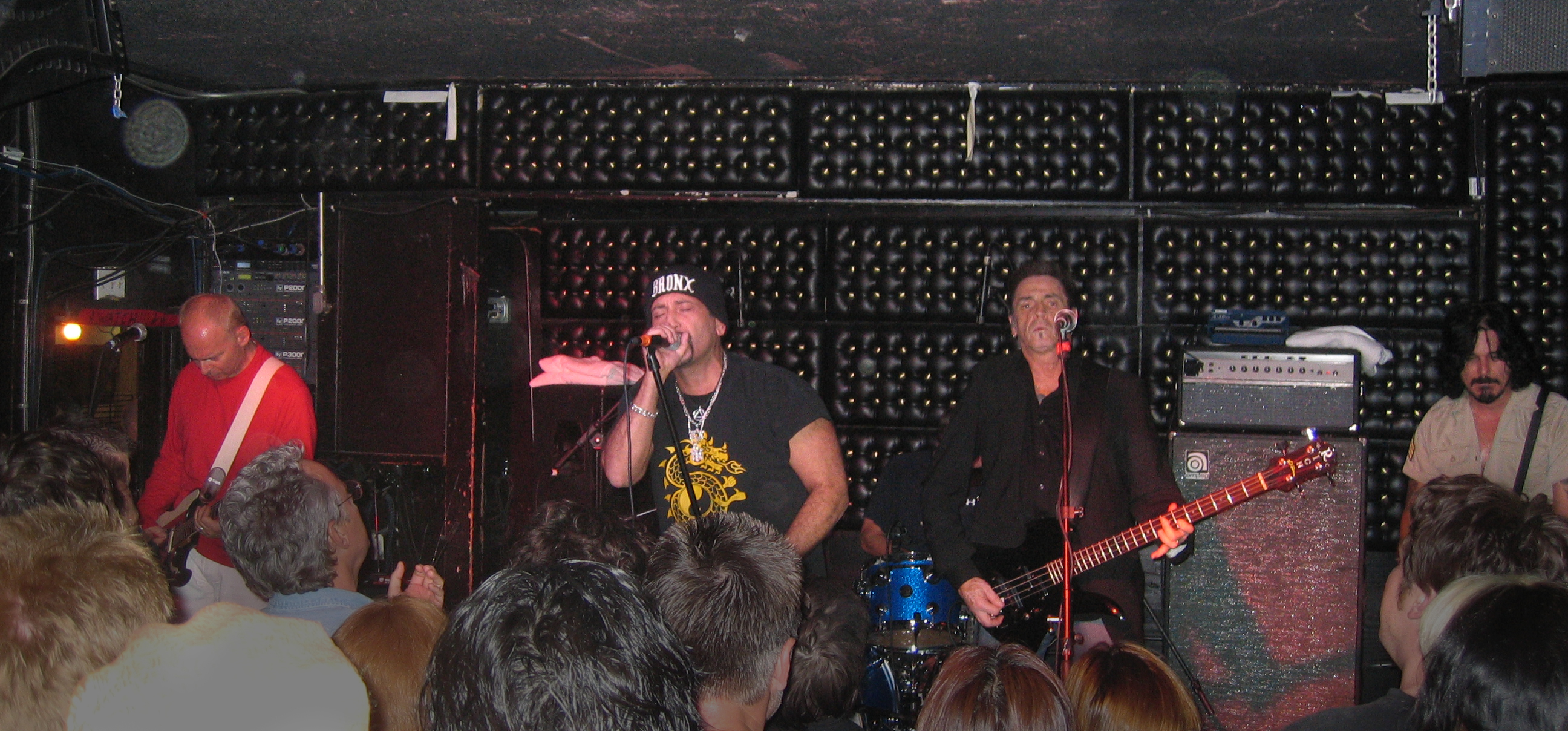
MC5 (2005)

MC Five (Motor City Five, deutsch „die Fünf aus der Stadt der Motoren“) waren eine Rockband aus Lincoln Park, einer Stadt im Großraum Detroit, Michigan, USA. Die 1964 gegründete Band war einer der wichtigsten Vorläufer des Punk. Die MC5 standen damit im krassen Gegensatz zu den sich entwickelnden Genres des Artrock und Disco. Sie verkündeten das von ihrem Manager John Sinclair, dem Vorsitzenden der White Panther Party und Gründer der Zeitung Fifth Estate, propagierte Programm totaler Freiheit u. a. durch Rock ’n’ Roll, Drogen und Sex auf offener Straße.

## Bandgeschichte

### Vom Beginn bis zur ersten LP (1964–1969)
1964 gründeten Wayne Kramer und Fred „Sonic“ Smith in Lincoln Park die Bounty Hunters, als Bassist kam Rob Tyner (bürgerlich: Bob Derminer) zur Gruppe, der dann bald zum Sänger der Gruppe wurde. Mit dem Bassisten Michael Davis und dem Schlagzeuger Dennis Thompson formten sich aus den Bounty Hunters die Motor City Five, abgekürzt MC5.
Die Gruppe lebte dann in einer Kommune in der US-Universitätsstadt Ann Arbor, Michigan, die sich durch ihr liberales, politisch linksstehendes Umfeld auszeichnete. Aufgrund ihrer „High-Energy“-Auftritte, deren Intensität durch James Brown beeinflusst war, erwarb sich die Gruppe schnell einen Ruf im Mittleren Westen.
Danny Fields, A&R-Manager bei Elektra Records, flog nach Detroit, sah einen Auftritt der MC5 und nahm die Band nach Absprache mit Präsident Jac Holzmann für 20.000 $ unter Vertrag. Wayne Kramer wies Danny Fields auf die jüngeren, bis dato nur regional bekannten The Stooges mit Iggy Pop als Sänger hin. Nachdem er einen Auftritt der Stooges gesehen hatte, nahm Fields sie ebenfalls für 5.000 $ unter Vertrag.
Das Debütalbum der MC5 wurde am 30. und 31. Oktober 1968 im Grande Ballroom in Detroit live aufgenommen. Auf Drängen ihres Plattenlabels Elektra mussten sie die Zeile „Kick out the jams, motherfuckers“ in „Kick out the jams, brothers and sisters“ ändern. Das Album schloss mit dem Song Starship, einem Cover von Sun Ra. Als erste Elektra-Veröffentlichung erschien im Januar 1969 die Vorab-Single Kick Out the Jams (mit „brothers and sisters“ statt „motherfuckers“). Nach der guten Resonanz veröffentlichte Elektra am 7. April 1969 das Album Kick Out the Jams mit Linernotes von John Sinclair, das Platz #30 (Billboard) erreichte. Der Titelsong erscheint in der „motherfuckers“-Version. Erst spätere Versionen erschienen mit „brothers and sisters“ und einem Einfach-Cover.
Verärgert über einige Läden, die ihr Album nicht vertreiben wollten, schaltete die Gruppe eine ganzseitige Anzeige mit dem Logo von Elektra Records in „Argus“ (Ausgabe 1969 Feb. 13–27), einer Underground-Zeitschrift in Ann Arbor, in der sie einige Plattenhändler beschimpften, und stellten die Anzeigenkosten Elektra in Rechnung. Trotz relativ guten Absatzes und Top-30-Platzierung des Albums Kick Out the Jams trennte Elektra sich daraufhin im April 1969 von der Gruppe aufgrund „unprofessionellen Verhaltens“.

### Von der zweiten LP bis zur Auflösung (1969–1972)
Als John Sinclair wegen des Besitzes von zwei Marihuana-Zigaretten zu neuneinhalb Jahren Gefängnis verurteilt wurde, spielten MC5 in zahlreichen Benefizkonzerten gemeinsam mit anderen Detroit-Bands Geld für die Prozesskosten ein, das aber teilweise statt für den Prozess für Propaganda der White Panther Party ausgegeben wurde. Als Sinclair im Gefängnis war, trennte sich die Gruppe von ihm.
Im Sommer 1969 nahm Atlantic Records die Gruppe unter Vertrag. Am 15. Oktober 1969 erschien die Vorab-Single Tonight. Ihr zweites Album Back in the USA wurde im Sommer 1969 in den GM-Studios in East Detroit von Jon Landau produziert, der später Bruce Springsteen betreute. Back in the USA war textlich wesentlich unpolitischer, in Tempo und Härte aber durchaus der ersten Platte ebenbürtig. Auf der Platte waren unter anderem das von Chuck Berry stammende Titellied und Tutti Frutti von Little Richard sowie Klassiker wie Looking at You. Das Album Back in the USA erschien am 15. Januar 1970, erreichte jedoch lediglich Platz 137 in den Billboard-Hitlisten.
Über ihren kommerziellen Misserfolg trösteten die Fünf sich mit schnelleren Autos, größeren Villen und riesigen Verstärkerbergen. Mit dem auf Kredit gekauften Glamour entsprachen sie nicht mehr ihren eigenen früheren Vorstellungen:

„Ihr wolltet größer sein als die Beatles, und ich wollte, dass ihr größer werdet als Mao.“

Angesichts der Zustimmung in Europa gingen die MC5 im Juli 1970 erstmals auf Europa-Tournee. So spielten sie mit guter Resonanz am 25. Juli 1970 auf dem Phun City Festival in Worthing, mit den Pink Fairies und Demon Fuzz, am 26. Juli 1970 im Roundhouse, London, mit Matthews Southern Comfort und am 31. Juli 1970 im Marquee Club. Für ihr drittes Album High Time ging die Gruppe mit Geoff Haslam im Oktober 1970 in die Landsdown-Studios in London sowie in die Head-Sound-Studios in Michigan. Im Juli 1971 erschien das Album, das nicht in die Hitparade kam. Im Februar 1972 erfolgte eine weitere Europatournee, während der Michael Davis aufgrund persönlicher Differenzen die Gruppe verließ. Im selben Monat arbeitete die Gruppe im Herouville Castle Studios an weiteren Liedern, so Thunder Express.
Zermürbt durch Management-Probleme, mangelnde Unterstützung seitens der Plattenfirma, Drogenprobleme und persönliche Differenzen innerhalb der Gruppe stiegen schließlich auch Rob Tyner und Dennis Thompson aus. Im Herbst 1972 gingen Fred Smith und Wayne Kramer auf eine weitere Europatournee. Die MC5 bestanden zu diesem Zeitpunkt aus Smith und Kramer, Derek Hughes am Bass und einem Pickup-Schlagzeuger. Am 31. Dezember 1972 erfolgte schließlich der letzte Auftritt des Original-Lineups an ihrer alten Wirkungsstätte, dem Grande Ballroom.

### Spätere Jahre
Rob Tyner spielte 1977 eine Single mit Eddie & the Hot Rods als Begleitband ein und trat mit der Rob Tyner Band auf. Er starb aufgrund eines Herzanfalls am 18. September 1991.
Fred Smith gründete mit Scott Morgan (ex-The Rationals), Gary Rasmussen (ex-The Up) und Scott „Rock Action“ Asheton (ex-The Stooges) die Gruppe Sonic’s Rendezvous Band. Sie spielten viele Konzerte, veröffentlichten aber nur 1977 eine Single City Slang. Ohne Morgan ging die Gruppe mit Iggy Pop 1978 auf Europa-Tournee. Nach dem Ende der Gruppe arbeitete Smith mit seiner Gattin Patti Smith zusammen und veröffentlichte mit ihr ein Album. Er verstarb am 4. November 1994 aufgrund Herzversagens.
Wayne Kramer kam in den 1970ern wegen Drogenhandels ins Gefängnis. Nach Heilung seiner Drogensucht brachte er mehrere Soloalben heraus, gründete mit Johnny Thunders das Projekt Gang War, arbeitete mit Was (Not Was), Scott Morgan (Gruppe Dodge Main, in der auch Dennis Thompson spielte), Pere Ubu und Henry Rollins zusammen und war mit seiner eigenen Plattenfirma Muscle Tone Records aktiv.
Michael Davis kam ebenfalls für diverse Delikte in Haft. Musikalisch betätigte er sich 1973 in der Gruppe Ascension mit Fred Smith und Dennis Thompson und mit Ron Asheton in der Gruppe Destroy All Monsters. In den 1990ern spielte er mit Rich Hopkins.
Dennis Thompson spielte unter anderem mit Deniz Tek (ex-Radio Birdman) und gründete mit Tek, Ron Asheton (ex-The Stooges) sowie Rob Younger und Warwick Gilbert (ex-Radio Birdman) die Gruppe New Race. Weitere Gruppen, in denen er spielte, waren The New Order, Sirius Trixon, Motor City Bad Boys sowie Dodge Main (mit Scott Morgan, Wayne Kramer und Deniz Tek).
Am 22. Februar 1992 spielten Fred Smith, Wayne Kramer, Michael Davis und Dennis Thompson ein Tributkonzert für Rob Tyner. 2003 spielten die verbliebenen Band-Mitglieder (Kramer, Davis und Thompson) ein Konzert im 100 Club in London, England. Als Sänger fungierten Nicke Andersson von The Hellacopters, Lemmy von Motörhead, Dave Vanian von The Damned und Ian Astbury von The Cult. Seit Sommer 2004 gingen Wayne Kramer, Michael Davis und Dennis Thompson als DKT/MC5 auf Welttournee. Je nach Land, in dem sie touren, fungieren bekannte Sänger und erklärte Fans der Band als „Ersatz“ für Rob Tyner, so Nicke Andersson (The Hellacopters), Mark Arm (Mudhoney) und Evan Dando (The Lemonheads). Der Bassist Michael Davis verstarb am 17. Februar 2012 in Chico, Kalifornien.
Im Mai 2018 kündigte Wayne Kramer die MC50-Tour an, um das 50-jährige Jubiläum von Kick Out the Jams zu feiern. Die Band bestand neben ihm aus  Kim Thayil und Matt Cameron von Soundgarden, Brendan Canty von Fugazi und Doug Pinnick von King’s X sowie Marcus Durant und Don War. Pinnick wurde später von Faith No More Bassist Billy Gould ersetzt.
Vor der Veröffentlichung des letzten MC5-Albums Heavy Lifting, produziert von Bob Ezrin, starben 2024 mit Dennis Thompson und Wayne Kramer die letzten Originalmitglieder der Band. Auch Ex-Manager John Sinclair sollte das Jahr nicht überleben.

## Stil und Bedeutung
MC5 waren neben The Stooges, Bob Seger, den Pleasure Seekers (mit Suzi Quatro), Savage Grace und anderen Gruppen Teil der musikalisch höchst aktiven Detroit-Rock-Szene der 1960er. MC5 gelang als erster dieser Bands der Durchbruch zu überregionaler Bekanntheit.
Der energiegeladene Hardrock der MC5 stand für eine auch musikalische Radikalisierung. Kritiker merkten allerdings bei der ersten Platte an, dass die Live-Aufnahmen sich anhörten, als ob rohe Gewalt ein Ersatz für Originalität sein solle. Das nicht mehr so erfolgreiche zweite Album erhielt bessere Kritiken und war mit der Kürze der Lieder und der harten, kompromisslosen Darbietung einflussreich auf die spätere Punk-Bewegung. Bands wie The Damned, Eddie & the Hot Rods, Plan 9, Ducks Deluxe und The Boys übernahmen Looking at you und andere MC5-Lieder in ihr Repertoire. Später orientierten sich Gruppen wie The Hellacopters, The White Stripes, The Streetwalkin' Cheetahs, Miracle Workers oder Teengenerate an der Band.

## Diskografie

### Alben
- 1969: Kick Out the Jams
- 1970: Back in the USA
- 1971: High Time
- 2024: Heavy Lifting

### Kompilationen
- 1983: Babes in Arms (ROIR, auf Kassette erschienen)
- 1994: Black to Comm (Receiver)
- 1994: Power Trip (Total Energy)
- 1995: Looking at You (10″) (Total Energy)
- 1995: American Ruse (Total Energy)
- 1995: Thunder Express (Jungle Record)
- 1995: Friday, the 13th (Alive)
- 1996: Teen Age Lust (Total Energy)
- 1997: Ice Pick Slim (Alive)
- 1998: Starship: Live at Sturgis Armory June 1968 (Total Energy)
- 1999: '66 Breakout (Total Energy)
- 2000: The Big Bang: The Best of MC5 (Rhino Records)

### Singles
- 1966: I Can Only Give You Everything / I Just Don’t Know
- 1968: Looking at You / Borderline
- 1969: Kick Out the Jams / Motor City Is Burning
- 1969: Ramblin' Rose / Borderline
- 1970: Tonight / Looking at You
- 1970: Shakin' Street / The American Ruse